# Comuna Marga, Caraș-Severin
Marga este o comună în județul Caraș-Severin, Banat, România, formată din satele Marga (reședința) și Vama Marga.

## Așezare
La sud-est de Caransebeș, pe valea râului Bistra, la aproximativ jumătatea drumului dintre Caransebeș și orașul Hațeg, se află parohia Marga. Se învecinează la est cu Băuțarul Inferior, la miazăzi cu parohia Măru, la vest cu Măgura, Valea Bistrei și Voislova iar spre nord cu Rusca Montană. Este așezată la o distanță de 1 km de DN 6 Caransebeș-Hațeg. Parohia este formată din comuna Marga și filia Vama Marga. Este ultima comună a județului Caraș-Severin.
Vatra satului, este așezată la o altitudine de 400 m. Cel mai înalt vârf este vârful Sturu (1870 m).

## Demografie
Componența etnică a comunei Marga
     Români (94%)
     Romi (1,22%)
     Alte etnii (4,78%)
Componența confesională a comunei Marga
     Ortodocși (80,78%)
     Baptiști (10,11%)
     Penticostali (3,22%)
     Alte religii (1,22%)
     Necunoscută (4,67%)
Conform recensământului efectuat în 2021, populația comunei Marga se ridică la 900 de locuitori, în scădere față de recensământul anterior din 2011, când fuseseră înregistrați 1.151 de locuitori. Majoritatea locuitorilor sunt români (94%), cu o minoritate de romi (1,22%). Din punct de vedere confesional, majoritatea locuitorilor sunt ortodocși (80,78%), cu minorități de baptiști (10,11%) și penticostali (3,22%), iar pentru 4,67% nu se cunoaște apartenența confesională.

## Politică și administrație
Comuna Marga este administrată de un primar și un consiliu local compus din 9 consilieri. Primarul, Nicolae Beg[*], de la Partidul Social Democrat, este în funcție din 2012. Începând cu alegerile locale din 2024, consiliul local are următoarea componență pe partide politice:
|  | Partid                          | Consilieri | Componența Consiliului | Componența Consiliului | Componența Consiliului | Componența Consiliului | Componența Consiliului |
|  | ------------------------------- | ---------- | ---------------------- | ---------------------- | ---------------------- | ---------------------- | ---------------------- |
|  | Partidul Social Democrat        | 5          |                        |                        |                        |                        |                        |
|  | Partidul Național Liberal       | 2          |                        |                        |                        |                        |                        |
|  | Alianța pentru Unirea Românilor | 2          |                        |                        |                        |                        |                        |

## Atestare
În “Istoria românilor bănățeni” de Gh. Popovici din 1904 se spune: „Romanii între anii 100-120 au construit fortul Margum pe locul unde astăzi este comuna Marga“. La 1470 se pomenește de un Iacob de Marga, comandant domn al fostei cetăți a Severinului.

## Istorie

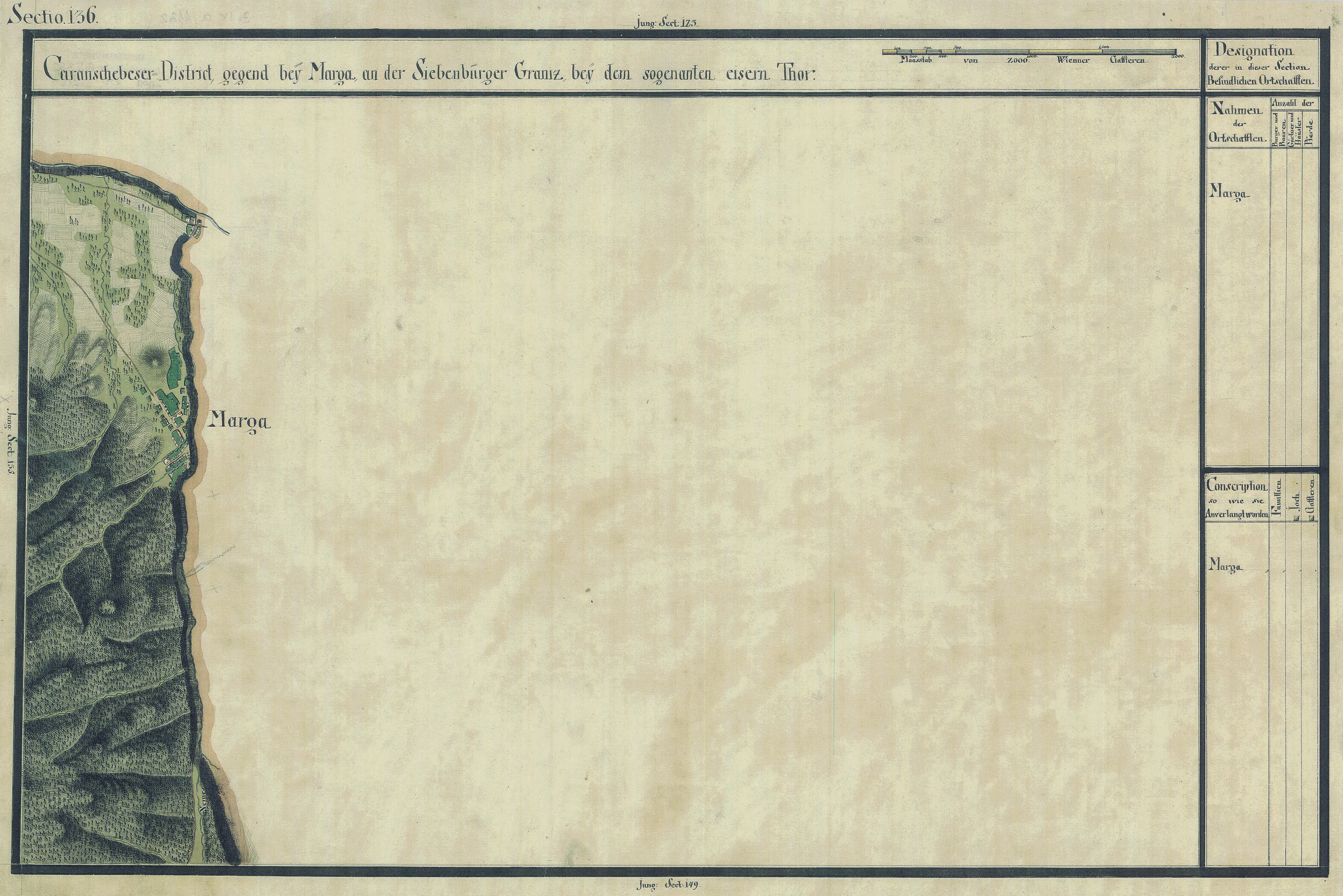
Marga în Harta Iosefină a Banatului, 1769-72

Unirea din 1700 a ajuns până la Marga care n-a primit-o, așa că Marga era și parohie de graniță confesională între ortodocși și greco-catolicii din parohia Băuțarul Inferior.
În timpul Revoluției de la 1848 satul a fost incendiat.
Satul a avut biserică de lemn, amintită în 1757, când erau 50 de case, iar în 1774, 180 case. In 1782 parohia avea doi preoți și filie. Biserica de zid a fost construită în 1830, cu hramul Sf. Prooroc Ilie și având dimensiunile de 22x10 m.
Preoți: Mihai Popovici (1775), Ștefan Simovici (1775), Ioan Simovici (1795—1804), Andrei Grozav (1804—1823), Ioan Nedici (1830—1862), Gh. Ivănescu (1862—1899).
În 20 decembrie 1981 PS Timotei Lugojanul a făcut o vizită arhierească în parohie.
La 10 ianuarie 1653, printr-un contract de schimb Ștefan de Marga primește de la Fiat Iacob partea lui de moșie din Marga cu iobagi cu tot. La 1667, războiul austro-turc se duce pe teritoriul comunei Marga iar în 1706 Csaky, comandant al cetății Deva, ocupă cu armata comuna Marga care era păzită de numai 20 de soldați. La 1605, mai mulți țărani din Marga au fost trași la răspundere pentru că au alungat boii împărătești de pe teritoriul comunei. La 1736-1739, țărani din Marga și Măru, pentru că au tras foc asupra patrulelor austriece au primit o aspră pedeapsă, satele fiind arse de armata generalului Lentulus. În 1848,în timpul Revoluției, țaranii din Marga au luat parte făcând legătura cu revoluționarii lui Eftimie Murgu. De aceea au fost aspru pedepsiți prin împușcarea a 80 de țărani, fapt atestat de registrul morților din 1849.
Primul Război Mondial aduce satului Marga 64 de morți, 56 de răniți, 125 de invalizi, văduve și orfani, iar la terminare o holeră care seceră încă 120 de vieți.
Cel de-al Doilea Război Mondial sporește numărul morților cu 26, 56 de răniți, alte văduve, orfani, etc.Pe vreamea cand era la Vama Marga granita Austro-Ungara sa nu mai plateasca tribut aur si banii ei au sapat un tunel de la Sarmizecetusapana pe Campul Bautarului.

## Etimologie
Numele de Marga după unii vine de la cuvântul „Marna”, piatră de calcar ce se găsește pe aici. Unii autori maghiari pun originea numelui Marga pe seama unui nobil ce avea o fiică cu numele de Marghit. Consider ca neverosimilă această versiune deoarece numele lui Iacob de Marga era înaintea acelui nobil maghiar. Verosimilă pare versiunea că Marga să vină de la cuvântul „margine”, deoarece poziția satului a fost la margine. Sau poate chiar de la acel fort ,,Margum”, pomenit în anul 100-120 să-i vină numele de Marga.
În trecut, din cauza popoarelor migratoare, Marga are așezată pe cursul pâraielor Nermeș, Mânzu, Mărguța, având ca centru ,,Dealul Tocii”, de unde se bătea toaca pentru a aduna
populația la ordine.

## Religia

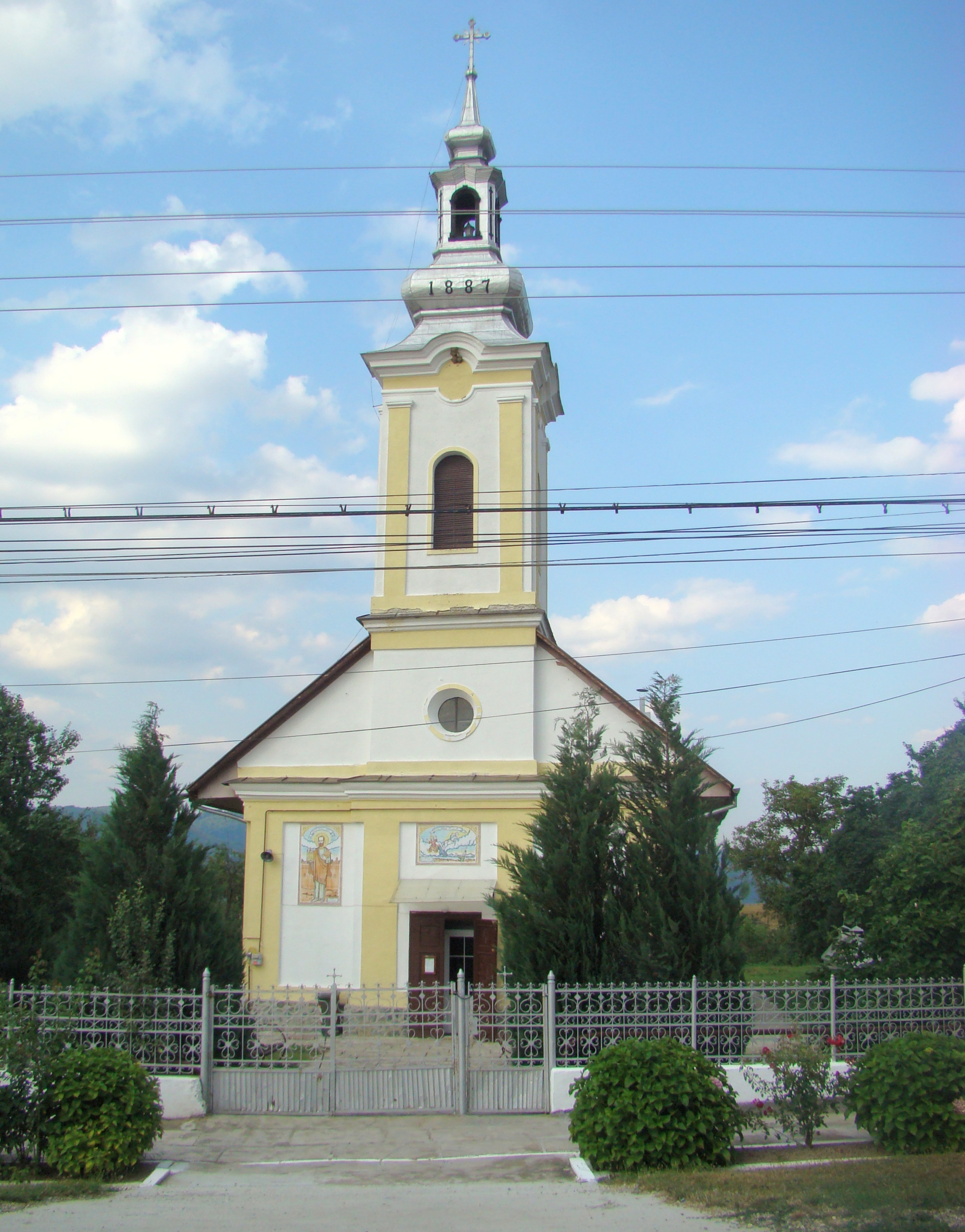
Biserica „Sfântul Prooroc Ilie Tesviteanul” (monument istoric)

Din cei 1618 locuitori care formează 332 de familii, 42 sunt baptiști iar restul de 1576 sunt ortodocși. Biserica actuală este zidită în jurul anului 1730. Despre întemeierea acestei biserici nu avem date și nici tradiția nu pomenește despre existența unor ctitori individuali, fapt ce arată că lăcașul a fost zidit de întreaga obște.
Biserica are următoarele dimensiuni: lungime de 22 m și lățime de 10 m. Este zidită în stil baroc, din piatră și este acoperită cu tablă. Aceasta este așezată peste șindrila care, la început, a acoperit biserica. Turnul este acoperit cu tablă de aramă. În anul 1887 lucrarea de restaurare, făcută după planul arhitectului Einghelhart din Caransebeș s-a terminat.
Iconostasul este din zid gros de piatră, pe care este aplicată pictura pe pânză în ulei. Pardoseala este din plăci rombice din reziduuri de fier de la Rusca Montană. Bolta semicilindrică este din scândură vopsită peste care e aplicată pictura pe pânză în ulei. Pictura actuală este din anul 1860, fiind realizată de pictorul I. Hesso.
Antimisul datează din anul 1891, sfințit și dat de episcopul Nicolae Popea al Caransebeșului.
Preoții slujitori după matricole sunt: Ștefan Simovici 1794, Ioan Simovici 1795 -1804, Nicolae Popovici 1804, Andrei Grozav 1804 - 1823, Ioan Popovici 1823 - 1830, Ioan Nedici 1830 - 1862, Gheorghe Ivănescu 1862 - 1899, Nicolae Ivănescu 1899 - 1943, George Adam 1943 - 1944, Novac Martin 1944…
La oficiul parohial se găsesc următoarele cărți vechi: Penticostar 1768, Apostol 1774, Sfânta Liturghie 1798. De asemenea se mai păstrează o icoană reprezentând pe Iisus Hristos din anul 1759, donată de credinciosul Stefu și fiul său Ioan, cea mai de valoare din cele ce există.
Se mai păstrează un clopot de 18 kg ce datează tot de la anul 1759 cu inscripția: Gloria in Excelsis Deo .
Curtea bisericii este împrejmuită cu zid de piatră. Alături de biserică este casa parohială, zidită din piatră și acoperită cu țiglă la anul 1892.
Reparații la sfânta biserică s-au făcut în anii 1951-1965, când s-a zugrăvit interiorul, s-a spălat pictura și s-a zugrăvit exteriorul. De asemenea s-a vopsit tabla de pe acoperiș cu minium de plumb și lac argintiu în anul 1966.
Cimitirul vechi a fost în curtea bisericii și în grădina casei parohiale. Actualul cimitir ce datează de mai mult de 200 de ani a fost împrejmuit în anul 1966, costul lucrării care este din ciment, șine de fier și sârmă în ochiuri, se ridică la 36 000 lei, din contribuția credincioșilor.
Clopotele bisericii în număr de 3 au fost cumpărate din contribuția credincioșilor la anul 1921, deoarece cele vechi au fost ridicate în Primul Război Mondial de stăpânirea maghiară.
Frecvența la slujbele dumnezeiești este mulțumitoare. Răspunsurile liturgice sunt date de corul bisericii, o rămășiță a corului bisericesc care acum 100 de ani număra aproximativ 100 de persoane, în urma cărei activități viața religioasă a credincioșilor se prezintă la un nivel mulțumitor. Pictura actuală, în frescă, a fost executată de pictorii Radu și Cecilia Husarciuc din Lugoj.
În anul 1997 lucrările de restaurare și pictura au fost resfințite de către P.S.Dr. Laurențiu Streza, Episcopul Caransebeșului.
Actualul preot paroh este Viorel Daia, născut în Delinești, Caraș-Severin, paroh în Marga, Caraș-Severin din anul 2006